# Spooky, Scary Skeletons
«Spooky, Scary Skeletons» — хэллоуинская песня американского музыканта Эндрю Голда, выпущенная в 1996 году на его альбоме Halloween Howls: Fun & Scary Music. В 2010-х годах песня приобрела популярность в Интернете в качестве интернет-мема. В 2021 году песня заняла второе место в списке 50 лучших хэллоуинских песен всех времён, составленном Александрой Петри и опубликованном The Washington Post.

## Предыстория
«Spooky, Scary Skeletons» — одна из девяти песен в альбоме Halloween Howls: Fun & Scary Music, выпущенном, согласно заметкам Голда 1996 года, чтобы заполнить пробел в доступности весёлых и страшных песен на Хэллоуин. Эндрю продюсировал, микшировал, пел и играл на инструментах в треке.

## Выпуск и популярность в Интернете
В 2006 году Disney включила песню на свой DVD «Disney Sing Along Songs: Happy Haunting». Песня была наложена на короткометражный анимационным фильм Аба Айверкса «Танец скелетов» 1930-х годов. В 2010 году пользователь YouTube TJ Ski переделал видео с DVD Disney, объединив анимационный фильм с песней, после того как не смог найти оригинальное видео в Интернете. Видео набрало более 31 миллиона просмотров с момента его загрузки. «Spooky, Scary Skeletons» с тех пор стала интернет-мемом.
В 2013 году израильско-американский музыкант Йоав Ландау, известный как The Living Tombstone, создал электронный танцевальный ремикс на песню с более быстрым темпом, чем у оригинала. Ремикс на YouTube собрал более 94 миллионов просмотров. Брайан Фелдман из Intelligencer назвал ремикс The Living Tombstone «вероятно, самой известной версией песни». Этот ремикс еще больше повысил статус песни как интернет-мема. Как оригинальная песня, так и ремикс часто сочетаются с такими визуальными эффектами, как «Танец скелетов» и видео, на котором мужчина танцует в маске тыквы на голове и чёрном комбинезоне. Последнее взято из трансляции середины 2000-х годов на местном телеканале KXVO в Омахе, штат Небраска.
В 2019 году песня и ремикс на неё пережили всплеск популярности на платформе TikTok, где было размещено более 2,5 миллионов видеороликов с песней, включая видео знаменитостей (к примеру Уилла Смита, танцующего под песню). К 2022 году на TikTok было выпущено более 5 миллионов видеороликов с песней.
В 2021 году Craft Recording выпустила виниловую пластинку Halloween Howls, добавив в трек-лист один из самых популярных ремиксов на «Spooky, Scary Skeletons». Обложка была создана Джессом Роттером. Craft Recording посвятила этой песне веб-страницу. Элизабет Блэр из NPR рекомендовала этот релиз детям. Был выпущен официальный мерчендайз, связанный с песней.

## Релизы

### Альбомные релизы
- Halloween Howls: Fun & Scary Music (1996)
- Halloween Howls Deluxe Edition (2019, цифровой формат)
- Andrew Gold's Halloween Howls (2021, винил)[11]

### Сингловые релизы
- Spooky, Scary Skeletons (DMA ILLAN REMIX)
- Spooky, Scary Skeletons (The Remixes)